# Anjia, Hubei
Anjia (kinesiska: 安家, 安家乡) är en socken i Kina. Den ligger i provinsen Hubei, i den centrala delen av landet, omkring 450 kilometer nordväst om provinshuvudstaden Wuhan. Antalet invånare är 9 712. Befolkningen består av 4 493 kvinnor och 5 219 män. Barn under 15 år utgör 10,0 %, vuxna 15-64 år 78 %, och äldre över 65 år 10,0 %.
Runt Anjia är det ganska tätbefolkat, med 144 invånare per kvadratkilometer. Närmaste större samhälle är Guanyin, 17,8 km sydväst om Anjia. I omgivningarna runt Anjia växer i huvudsak blandskog.
Genomsnittlig årsnederbörd är 964 millimeter. Den regnigaste månaden är augusti, med i genomsnitt 166 mm nederbörd, och den torraste är december, med 8 mm nederbörd.